# Chavignon
Chavignon est une commune française située dans le département de l'Aisne en région Hauts-de-France.

## Géographie

### Localisation
Chavignon est située entre les villes de Laon et Soissons et est traversé par l'ancienne route nationale 2.

### Hameaux et écarts
Près du village, direction Royaucourt-et-Chailvet, se trouve le hameau les Bruyères appartenant à la commune.

### Hydrographie
La commune est située dans le bassin Seine-Normandie. Elle est drainée par le canal de l'Oise à l'Aisne, l'Ailette, la rigole d'alimentation de l'Ailette, l'Ardon, le cours d'eau 01 de la commune de Chavignon, le cours d'eau 01 du Bois Dherly, le cours d'eau 02 de la commune de Chavignon et le cours d'eau 05 de la commune de Chavignon,,.
Le canal de l'Oise à l'Aisne est un canal à bief de partage au gabarit Freycinet reliant les vallées de l'Oise et de l'Aisne. Il relie les communes d'Abbécourt et de Bourg-et-Comin en passant sous le tristement célèbre « Chemin des Dames ».
L'Ailette, d'une longueur de 59 km, prend sa source dans la commune de Sainte-Croix et se jette  dans l'Oise (rive gauche) à Quierzy, après avoir traversé 36 communes. Les caractéristiques hydrologiques de l'Ailette sont données par la station hydrologique située sur la commune d'Urcel. Le débit moyen mensuel est de 0,376 m3/s. Le débit moyen journalier maximum est de 6,04 m3/s, atteint lors de la crue du 15 octobre 1987. Le débit instantané maximal est quant à lui de 6,85 m3/s, atteint le même jour.
L'Ardon, d'une longueur de 11 km, prend sa source dans la commune de Laon et se jette  dans l'Ailette en limite des communes de Royaucourt-et-Chailvet et de Chavignon, après avoir traversé huit communes.

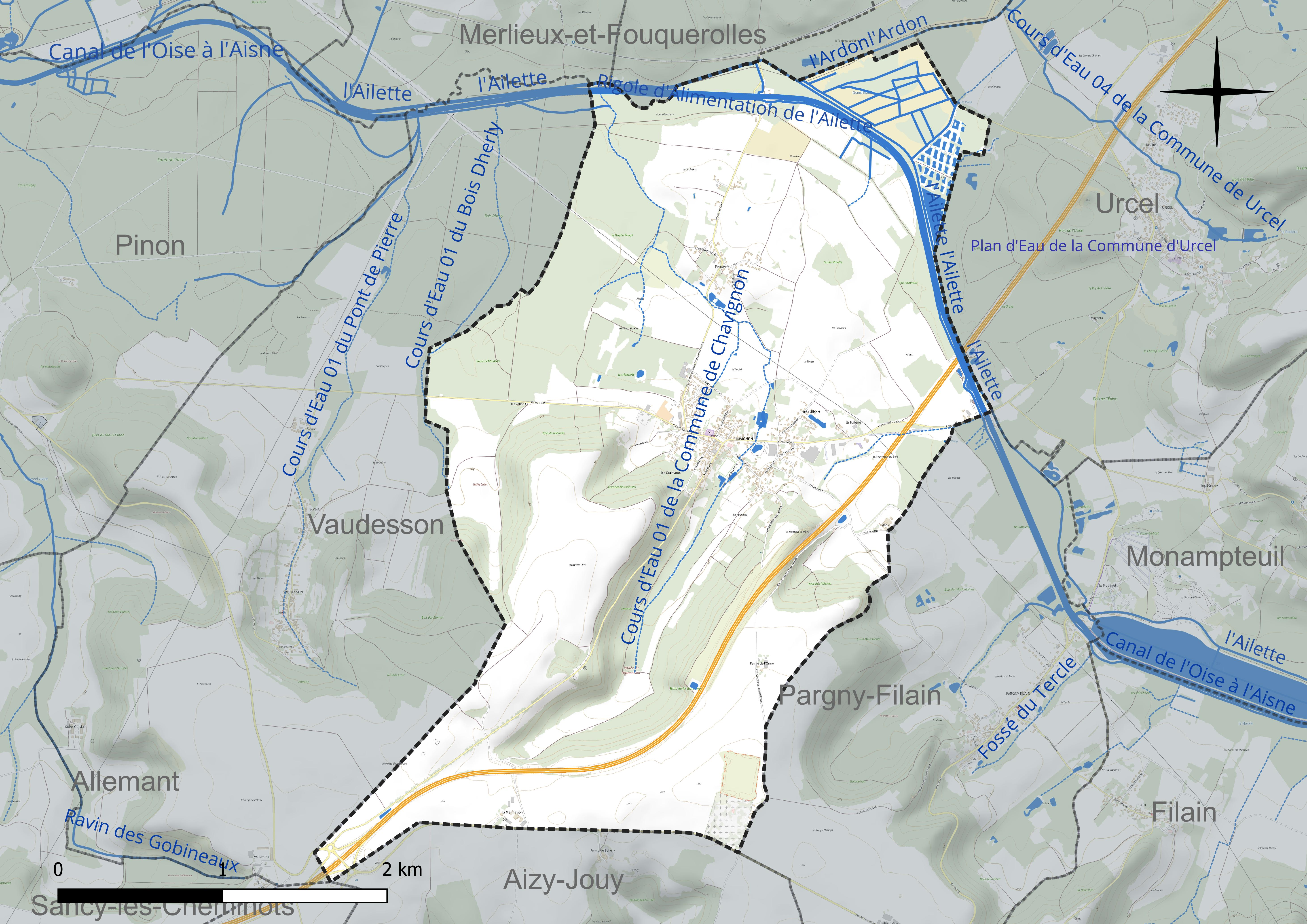
Réseau hydrographique de Chavignon.

### Climat
Pour des articles plus généraux, voir Climat des Hauts-de-France et Climat de l'Aisne.
En 2010, le climat de la commune est de type climat océanique dégradé des plaines du Centre et du Nord, selon une étude du CNRS s'appuyant sur une série de données couvrant la période 1971-2000. En 2020, Météo-France publie une typologie des climats de la France métropolitaine dans laquelle la commune est exposée à un climat océanique altéré et est dans la région climatique Nord-est du bassin Parisien, caractérisée par un ensoleillement médiocre, une pluviométrie moyenne régulièrement répartie au cours de l'année et un hiver froid (3 °C).
Pour la période 1971-2000, la température annuelle moyenne est de 10,5 °C, avec  une amplitude thermique annuelle de 15,2 °C. Le cumul annuel moyen de précipitations est de 758 mm, avec 12,3 jours de précipitations en janvier et 8,7 jours en juillet. Pour la période 1991-2020 la température moyenne annuelle observée sur la station météorologique la plus proche, située sur la commune de Martigny-Courpierre à 12 km à vol d'oiseau, est de 10,7 °C et le cumul annuel moyen de précipitations est de 734,4 mm,. Pour l'avenir, les paramètres climatiques de la commune estimés pour 2050 selon différents scénarios d'émission de gaz à effet de serre sont consultables sur un site dédié publié par Météo-France en novembre 2022.

## Urbanisme

### Typologie
Au 1er janvier 2024, Chavignon est catégorisée commune rurale à habitat dispersé, selon la nouvelle grille communale de densité à 7 niveaux définie par l'Insee en 2022.
Elle est située hors unité urbaine. Par ailleurs la commune fait partie de l'aire d'attraction de Laon, dont elle est une commune de la couronne,. Cette aire, qui regroupe 106 communes, est catégorisée dans les aires de 50 000 à moins de 200 000 habitants,.

### Occupation des sols
L'occupation des sols de la commune, telle qu'elle ressort de la base de données européenne d'occupation biophysique des sols Corine Land Cover (CLC), est marquée par l'importance des territoires agricoles (58,4 % en 2018), une proportion sensiblement équivalente à celle de 1990 (58,7 %). La répartition détaillée en 2018 est la suivante : terres arables (44,7 %), forêts (37,3 %), prairies (11,1 %), zones urbanisées (4,3 %), zones agricoles hétérogènes (2,7 %).
L'évolution de l'occupation des sols de la commune et de ses infrastructures peut être observée sur les différentes représentations cartographiques du territoire : la carte de Cassini (XVIIIe siècle), la carte d'état-major (1820-1866) et les cartes ou photos aériennes de l'IGN pour la période actuelle (1950 à aujourd'hui).

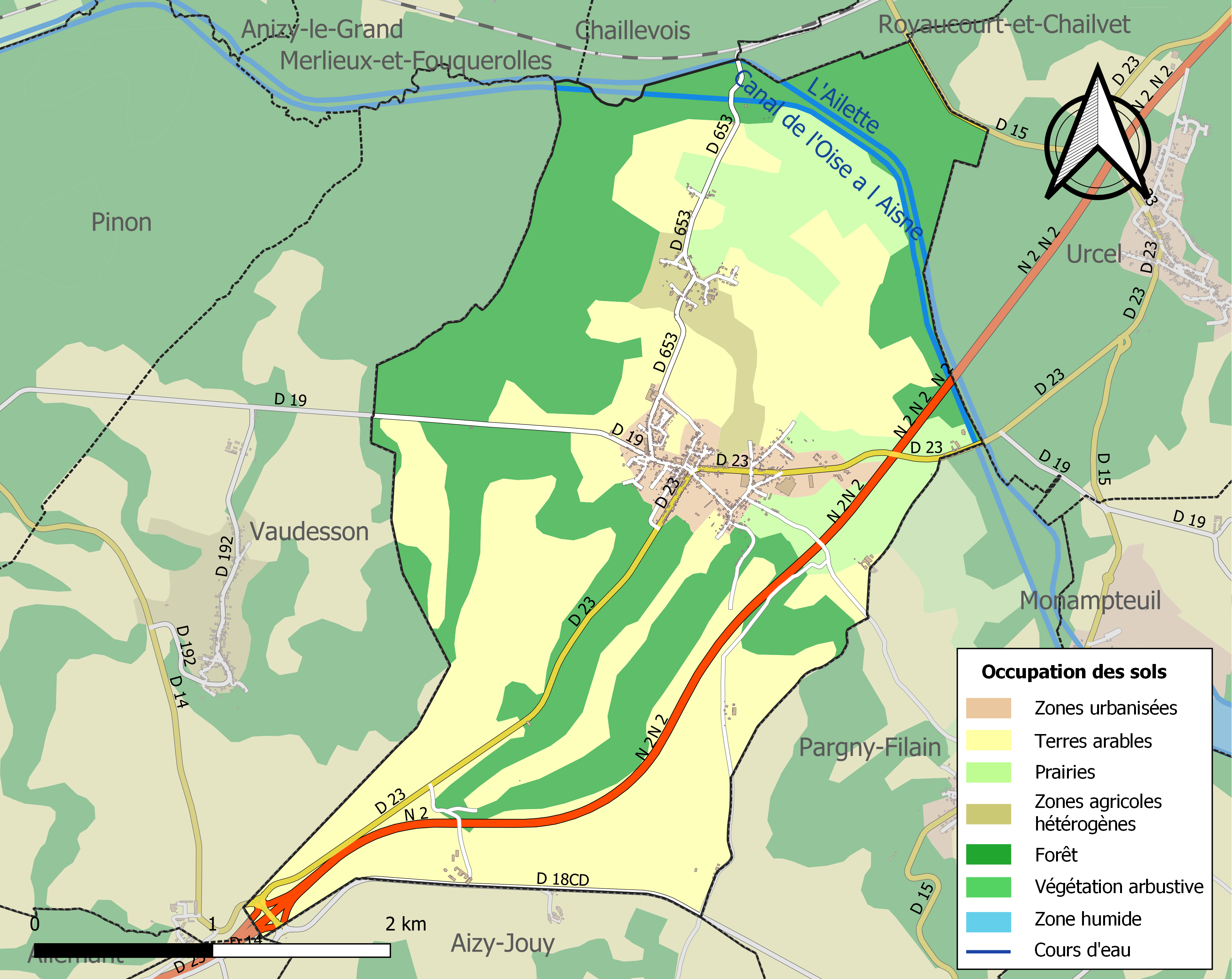
Carte des infrastructures et de l'occupation des sols de la commune en 2018 (CLC).

## Toponymie
L´existence d'un village sur la rive gauche de l'Ailette au pied du Chemin des Dames est attestée dans les textes dès 858 (Cavinionus, Chavignion en 1310, et Chavignon en 1572). Son étymologie fait l'objet de multiples hypothèses : celle-ci se rattacherait à la présence d´une chaussée gallo-romaine reliant Soissons à Laon qui le traversait ou dériverait du terme signifiant tête de vigne associé au nom du ruisseau prenant naissance au pied de la colline de la Malmaison, le Vignon : Caput Vignonis[réf. nécessaire].

## Histoire
Il existait à Chavignon une forteresse au IVe siècle, maintes fois anéantie et reconstruite. Charles le Chauve en fit don à l'abbaye Notre-Dame de Soissons.
Au XIIe siècle, les riches propriétaires de Laon y possédaient des vignobles qui jouirent d'une forte réputation jusqu'au XIXe siècle, période à laquelle le gel, la pluie et le phylloxera eurent raison de la culture vinicole.
XIXe siècle
Le hameau des Bruyères, bordant Chavignon, possédait au XIXe siècle quatre ou cinq cabanes modestes. La population s'est peu à peu accrue pour atteindre 116 habitants en 1881. Le lavoir, très endommagé en 1914-1918, fut entièrement reconstruit. Le lieu-dit est aujourd'hui constitué d'une seule et unique rue.
Les travaux de la RN 2 (2002-2005) entre Laon et Soissons ont mis au jour deux carrières, dont une allemande, ainsi que plusieurs blockhaus. Mais rapidement remblayés par les services de la DDE, les sites n'ont pu être étudiés.
L'habitat ancien, constitué de 225 maisons au milieu du XIXe siècle, était compact, formant ainsi un tissu urbain continu. Les rues étaient entièrement pavées. Situé dans l'actuelle rue Saint-Pierre, le château était en partie détruit à la période révolutionnaire.
Durant la Guerre franco-allemande de 1870, le village, comme toutes les communes du Chemin des Dames, connut l'occupation prussienne.
Première Guerre mondiale
Envahi par les Allemands dès le 6 septembre 1914, le secteur connut le calme pendant deux ans et demi, excepté lors de la prise de la creute d'Hurtebise le 25 janvier 1915. Convoitée pour le canal reliant Paris à Bruxelles qui la longe, Chavignon fut soumise à la rigueur de l'occupation : les maisons, transformées en véritables quartiers généraux, étaient numérotées, les rues portant alors des noms germaniques.
C'est au cours de l'offensive d'avril 1917 que les obus français détruisirent en grande partie le village,,,,, totalement rasé le 17 octobre 1917,,,. Le 25 octobre, les Français enlevèrent le site, faisant 12 000 prisonniers. Les Allemands en reprirent possession le 27 mai 1918 et les alliés le libérèrent en octobre 1918, achevant de détruire les dernières maisons.
Le village été décoré de la Croix de guerre 1914-1918, le 29 novembre 1920.
La Reconstruction
En mars 1919, les habitants revenus au village découvrirent un site lunaire. L'emplacement des rues était invisible, mise à part la rue Nationale. La surface détruite fut estimée à 1155 hectares (pour 300 immeubles).
Le maire d'après-guerre, M. Bouteille, se battit pour faire supprimer la zone rouge du territoire de sa commune. La réhabilitation du village s'effectua dès le début des années 1920. Rattachée à la Société coopérative de reconstruction de l'extension laonnoise, Chavignon possédait sa propre coopérative de reconstruction pour les immeubles bâtis appartenant à la commune. Avec la plus grande partie des dons de Haïphong (Viet-Nam) (524 000 francs entre le printemps 1920 et juillet 1927), qui devint sa marraine en octobre 1919, Chavignon racheta les dommages de guerre destinés à la reconstruction de ses bâtiments communaux. La place du Marché fut ainsi baptisée place de Haïphong. La municipalité fit l'acquisition de tout une partie de terrain afin d'y regrouper les bâtiments communaux : auparavant située rue Saint-Pierre, la place bénéficia alors d'un agrandissement. La commune adopta alors un nouveau plan d´alignement et d'aménagement. En 1927, les bâtiments communaux suivants étaient reconstruits : la mairie, l'école, le bureau de poste, la perception, les lavoirs ainsi que 202 bâtiments particuliers et 27 étaient en cours de restauration.
Avant la guerre, les maisons du village étaient toutes accolées, pourvues d'un étage et longues de trois travées. La pierre de taille employée pour le gros-œuvre était de dimension moyenne. Le hameau des Bruyères possédait un tissu urbain plus épars. Lors de la reconstruction, les premières maisons semblent avoir été édifiées route de Soissons dès 1920. L'ensemble des constructions du village ont utilisé les anciennes fondations. Le village de Chavignon semble avoir accueilli les modèles proposés par les divers entrepreneurs : ce fait tend à expliquer la diversité architecturale dont ont fait l'objet les constructions de Chavignon. En effet, deux types d'édifice sont observables : ceux dont l'architecture s'inspire des éléments classiques d'avant-guerre (grâce à l'utilisation de moulures, de baies rectangulaires...) et les autres dont le parti architectural est plus ambitieux (nouveaux matériaux, formes allongées, disposition originale...).
Mises à part au cœur du village, les maisons sont toutes indépendantes, bénéficiant d'un retrait par rapport à la voie de circulation. Les habitations les plus imposantes, formant parfois de grands complexes, sont regroupées dans la rue de Soissons. Certaines caractéristiques sont prépondérantes : l'élévation des murs est constituée d'un blocage de moellons avec pierre de taille aux chaînages harpés et joints apparents, assortis au calcaire de couleur naturel. Sur l'ensemble des villages du Chemin des Dames, la brique n'est jamais autant employée qu'à Chavignon ; elle possède d'ailleurs une couleur spécifique, tirant sur un orangé vif dû à une faible cuisson. Lorsqu'elle ne constitue pas un élément architectonique, son rôle est réduit à la décoration, souvent associée au béton. Des éléments classiques en pierre de taille (porte à entablement mouluré et volutes, lucarnes à fronton triangulaire, corniche moulurée) sont introduits dans les constructions de structures relativement simple dont la façade est le plus souvent en brique. Les façades à pans coupés, mettant en valeur l'élévation principale de l'habitation, constituent un élément architectural souvent observable à Chavignon. Il s'agit d'une caractéristique intéressante, liée au nouveau plan d'alignement mis en place lors de la reconstruction du village.
Seconde Guerre mondiale
Le village eut à souffrir une fois de plus lors de la Seconde Guerre mondiale.

## Politique et administration

### Rattachements administratifs et électoraux
La commune se trouve dans l'arrondissement de Soissons du département de l'Aisne. Pour l'élection des députés, elle fait partie depuis 1988 de la cinquième circonscription de l'Aisne.
Elle faisait partie depuis 1801 du canton de Vailly-sur-Aisne. Dans le cadre du redécoupage cantonal de 2014 en France, elle a intégré le canton de Fère-en-Tardenois

### Intercommunalité
La commune est membre de la communauté de communes du Val de l'Aisne, créée fin 1994.

### Liste des maires
| Période                                  | Période                      | Identité               | Étiquette | Qualité |
| ---------------------------------------- | ---------------------------- | ---------------------- | --------- | --- |
| Les données manquantes sont à compléter. |                              |                        |           | |
| 1989                                     | mai 2018                     | Daniel Gard            | LR        | Retraité Fonction publique Suppléant du député Renaud Dutreil Député de l'Aisne (5e circ) (2002 → 2007) Démissionnaire |
| juillet 2018                             | En cours (au 5 juillet 2020) | Catherine Bournonville |           | Ancienne employée Réélue pour le mandat 2020-2026                                                                      |

## Démographie
L'évolution du nombre d'habitants est connue à travers les recensements de la population effectués dans la commune depuis 1793. Pour les communes de moins de 10 000 habitants, une enquête de recensement portant sur toute la population est réalisée tous les cinq ans, les populations de référence des années intermédiaires étant quant à elles estimées par interpolation ou extrapolation. Pour la commune, le premier recensement exhaustif entrant dans le cadre du nouveau dispositif a été réalisé en 2005.

En 2022, la commune comptait 852 habitants, en évolution de +4,28 % par rapport à 2016 (Aisne : −1,97 %, France hors Mayotte : +2,11 %).
| 1793 | 1800 | 1806 | 1821 | 1831 | 1836  | 1841  | 1846  | 1851  |
| ---- | ---- | ---- | ---- | ---- | ----- | ----- | ----- | ----- |
| 698  | 781  | 828  | 836  | 966  | 1 025 | 1 045 | 1 168 | 1 160 |

| 1856  | 1861  | 1866  | 1872  | 1876  | 1881  | 1886  | 1891  | 1896  |
| ----- | ----- | ----- | ----- | ----- | ----- | ----- | ----- | ----- |
| 1 077 | 1 139 | 1 086 | 1 067 | 1 089 | 1 131 | 1 153 | 1 064 | 1 014 |

| 1901 | 1906 | 1911 | 1921 | 1926 | 1931 | 1936 | 1946 | 1954 |
| ---- | ---- | ---- | ---- | ---- | ---- | ---- | ---- | ---- |
| 902  | 876  | 825  | 460  | 593  | 665  | 642  | 540  | 647  |

| 1962 | 1968 | 1975 | 1982 | 1990 | 1999 | 2005 | 2006 | 2010 |
| ---- | ---- | ---- | ---- | ---- | ---- | ---- | ---- | ---- |
| 621  | 584  | 572  | 629  | 769  | 793  | 752  | 742  | 762  |

| 2015 | 2020 | 2022 | - | - | - | - | - | - |
| ---- | ---- | ---- | - | - | - | - | - | - |
| 815  | 835  | 852  | - | - | - | - | - | - |

## Culture locale et patrimoine

### Lieux et monuments
- Fort de la Malmaison, construit entre 1878 et 1882 dans le cadre du système Séré de Rivières pour protéger la place de Laon.
- Calvaire de l'Ange gardien, érigé en 1924, grâce à une souscription publique, conçu par Jean Topin, originaire de Vorges et ancien élève de la Villa Medicis à Rome, et réalisé par l'entrepreneur Bardin. Cette croix monumentale est dédiée aux 35 000 morts dans le camp ennemi et aux 15 000 prisonniers qu'engendra l'attaque du fort de la Malmaison sous le commandement de Pétain le 16 avril 1917. Il marque l'entrée occidentale du Chemin des Dames.
- Église Saint-Rémi

### Personnalités liées à la commune
Yves Daudigny, homme politique français, membre du Parti socialiste, y est né en 1947.

### Héraldique
| Blason de Chavignon | Blason  | D'or à la tour d'argent posée sur une nuée de sinople en arc de cercle, accompagnée en chef de deux grenades du même, enflammées d'argent, et en pointe d'une crosse contournée d'argent mouvant de la pointe. Ornements extérieursCroix de guerre 1914-1918 |
| Blason de Chavignon | Détails | Adopté par la municipalité. |

## Pour approfondir